# Anna May Wong

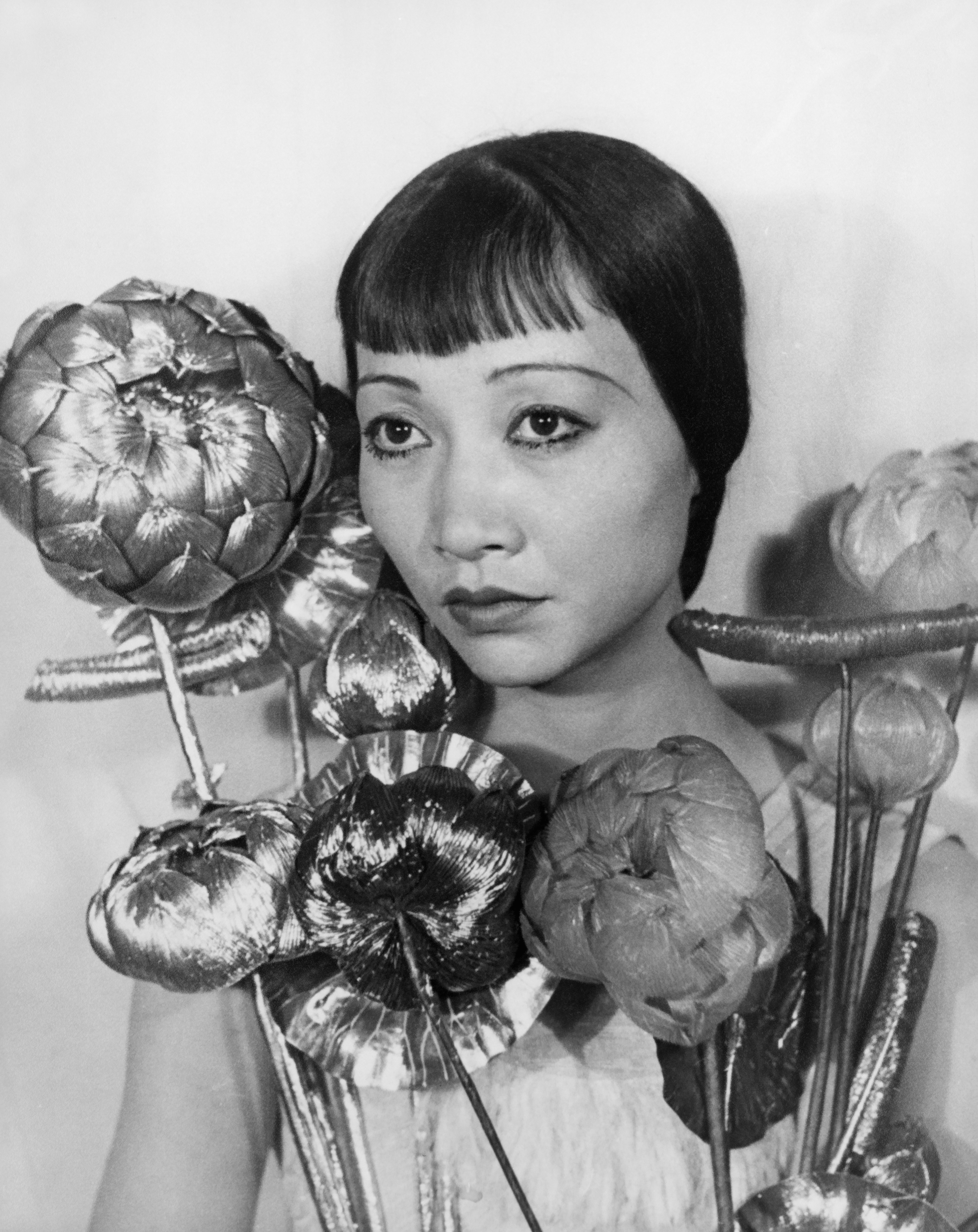
Anna May Wong, fotograferad av Carl Van Vechten 1935.

Anna May Wong, född 3 januari 1905 i Los Angeles i Kalifornien, död 3 februari 1961 i Santa Monica i Kalifornien, var en amerikansk skådespelerska. Hon var dotter till andra generationens kinesiska invandrare och kom att bli den första stora amerikanska filmstjärnan med asiatisk bakgrund.

## Biografi
Wong filmdebuterade 1919 som statist och fick sedan större roller under 1920-talet. Första huvudrollen gjorde hon i den tidiga technicolorfilmen The Toll of the Sea 1922. Wong fick ofta finna sig i att spela stereotypa kinesiska och asiatiska kvinnor, ibland ondskefulla såsom i Daughter of the Dragon 1931. Hon protesterade själv många gånger mot detta och lyckades senare göra några filmer där hon fick göra mer balanserade asiatisk-amerikanska porträtt. Bland dessa finns Lady of Shanghai (1937) och King of Chinatown (1939). 
1928 flyttade hon till Europa för att spela in film, och året efter spelade hon in sin första talfilm. Hon talade både franska, engelska och tyska i olika versioner av filmen The Flame of Love från 1930. I London spelade hon mot Laurence Olivier i en kinesisk pjäs med det engelska namnet A Circle of Chalk, och i Wien hade hon en roll i musikalen Tschun-Tshi som hon själv hade skrivit. Hon arbetade också som modell och var en trendsättare inom mode.
Wong återvände 1930 till USA och uppträdde på Broadway, innan hon fick sin första stora huvudroll i filmen Daughter of the Dragon. Mest uppmärksammad av samtiden blev hennes roll mot Marlene Dietrich i Shanghaiexpressen 1932.
Efter moderns död flyttade Wong tillsammans med resten av familjen till Kina. Hon återvände till USA i början av 1950-talet och fick 1951 en huvudroll i den amerikanska TV-serien The Gallery of Madame Liu-Tsong. Hon skulle ha återvänt till filmscenen 1961 men avled av en hjärtinfarkt kort dessinnan.
Wong har en stjärna på Hollywood Walk of Fame, vid adressen 1700 Vine Street. 2022 blev hon porträtterad på ett amerikanskt 25-centsmynt

## Filmografi, urval
- 1922 – The Toll of the Sea
- 1924 – Tjuven i Bagdad
- 1924 – Peter Pan
- 1927 – Djävulsdanserskan
- 1929 – Piccadilly
- 1931 – Daughter of the Dragon
- 1932 – Shanghaiexpressen
- 1933 – En studie i rött
- 1934 – Nätter i Chinatown
- 1934 – Java Head
- 1937 – Daughter of Shanghai
- 1938 – Dangerous to Know
- 1939 – King of Chinatown
- 1949 – Mysteriet Williams
- 1960 – Porträtt i svart